# Glitch

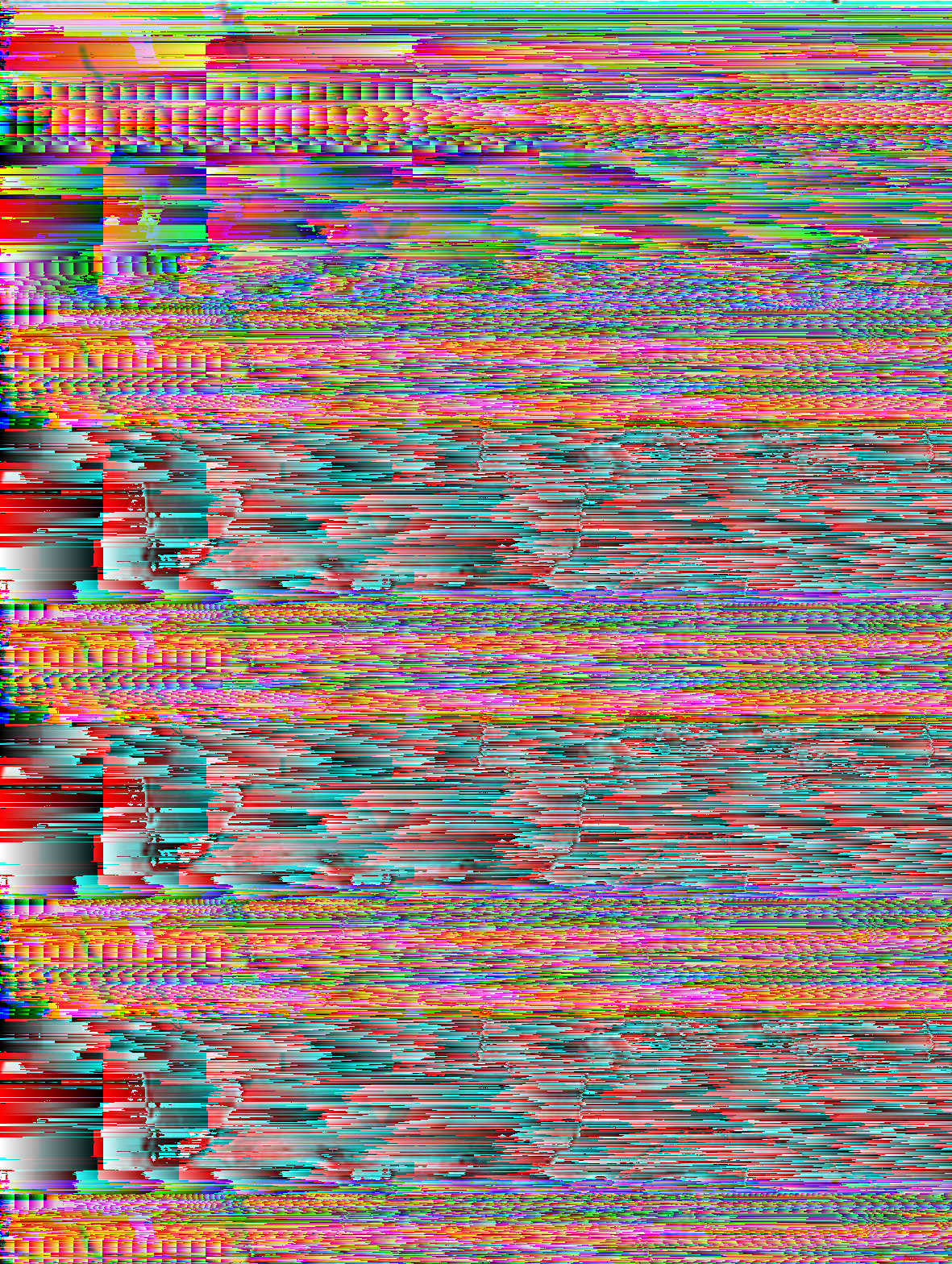
Voorbeeld van Glitch Art, door kunstenares Rosa Menkman

De oorspronkelijke betekenis van de Engelse term glitch houdt zoveel in als: de onverwachte output die het gevolg is van een kortdurende elektronische of softwarematige storing.

## Verschillende soorten glitch
- In auditief opzicht staat de term voor het soort (bij)geluiden dat bijvoorbeeld wordt veroorzaakt door het inpluggen van een elektronisch instrument in een versterker, door het aan- of uitzetten van elektronische (audio)apparatuur, of door het afspelen van een beschadigd digitaal signaal. Typische glitchgeluiden zouden met klik- of plopachtig kunnen worden aangeduid.
- Ook bugs (fouten in computersoftware) die slechts gedurende korte tijd ongewenste effecten op het functioneren van het programma hebben, worden met deze term aangeduid.
- In computerspelletjes komen eveneens glitches voor. Een voorbeeld hiervan is Pac-Man-level 256[1], waar de helft van het scherm verandert in een hoop letters en cijfers in een willekeurige kleur. Dit maakt het level onmogelijk om te voltooien.
- In sommige muziekstijlen zijn opzettelijk glitches verwerkt. Voornamelijk in de techno wordt soms veel of zelfs uitsluitend gebruikgemaakt van gesamplede, min of meer toevallige geluiden om een muziekstuk te componeren. Glitch is zelfs een eigen muziekstijl geworden.
- Ook in de beeldende kunst is een glitch-stroming ontstaan. Deze is uitgebreid beschreven door de Nederlandse kunstenares en theoretica Rosa Menkman in The Glitch Momentum in 2010.[2]